# Список найвідвідуваніших художніх музеїв світу (2014)
Список найвідвідуваніших художніх музеїв світу (2014) перераховує ті сто музеїв, що користуються найбільшим інтересом серед відвідувачів музеїв і галерей, експозиції яких, головним чином складаються з творів художнього мистецтва. Під художнім мистецтвом розуміються скульптура, живопис, графіка, фотомистецтво і декоративно-прикладне мистецтво.
У список не включено туристичні пам'ятки, які в чистому вигляді художніми музеями не є (наприклад Заборонене місто в Пекіні), також в список не включено музеї, експозиції яких частково мають в розпорядженні витвори художнього мистецтва, але головним чином є спеціалізованими музеями присвяченими конкретній тематиці (наприклад Музей природознавства в Лондоні).
Список складено за даними міжнародного художнього журналу The Art Newspaper, який щороку друкує схожі списки. Даний список побудований за даними за 2014 рік.
Найбільшу представленність у списку мають музеї розташовані в США — 18 і Великої Британії — 14, далі йдуть Іспанія (9) і Франція (8), услід з 6 музеями знаходяться Бразилія і з 5 музеями, Росія, Австралія і Південна Корея. Найбільшу кількість відвідувачів в рік мають музеї Великої Британії — понад 30 млн чоловік.
Найбільше музеїв зі списку знаходяться у Лондоні — 11 і Парижі — 7, по 4 музеї знаходяться в Берліні, Мадриді і Токіо.
Більшість музеїв, відмічених в списку, розташовуються на території Європейського континенту — 55, на території Північної Америки — 22 музеї, Азії — 12 музеїв, Південної Америки — 6, Австралії — 5; музеї Африки в списку не представлені.
| №   | Назва | Місто           | Країна          | Рік заснування | Відвідувачів на рік | Фотографія |
| --- | --- | --------------- | --------------- | -------------- | ------------------- | ---------- |
| 1   | Лувр | Париж           | Франція         | 1792           | 9260000             |            |
| 2   | Британський музей | Лондон          | Велика Британія | 1753           | 6695213             |            |
| 3   | Лондонська національна галерея                                                                                              | Лондон          | Велика Британія | 1824           | 6416724             |            |
| 4   | Метрополітен-музей | Нью-Йорк        | США             | 1870           | 6162147             |            |
| 5   | Музеї Ватикану | Ватикан (Рим)   | Ватикан         | 1506           | 5891332             |            |
| 6   | Тейт Модерн | Лондон          | Велика Британія | 2000           | 5785427             |            |
| 7   | Музей імператорського палацу                                                                                                | Тайбей          | Тайвань         | 1965           | 5402325             |            |
| 8   | Національна галерея мистецтва                                                                                               | Вашингтон       | США             | 1937           | 3892459             |            |
| 9   | Національний центральний музей                                                                                              | Сеул            | Південна Корея  | 1945           | 3536677             |            |
| 10  | Музей Орсе | Париж           | Франція         | 1968           | 3500000             |            |
| 11  | Державний музей сучасного мистецтва                                                                                         | Париж           | Франція         | 1947           | 3450000             |            |
| 12  | Національний фольклорний музей Кореї                                                                                        | Сеул            | Південна Корея  | 1945           | 3271017             |            |
| 13  | Державний Ермітаж | Санкт-Петербург | Росія           | 1764           | 3247956             |            |
| 14  | Музей Вікторії та Альберта                                                                                                  | Лондон          | Велика Британія | 1852           | 3180450             |            |
| 15  | Музей сучасного мистецтва (Нью-Йорк)                                                                                        | Нью-Йорк        | США             | 1929           | 3018266             |            |
| 16  | Центр мистецтв королеви Софії                                                                                               | Мадрид          | Іспанія         | 1992           | 2673745             |            |
| 17  | Прадо | Мадрид          | Іспанія         | 1819           | 2536844             |            |
| 18  | Сомерсет-хаус | Лондон          | Велика Британія | 1776           | 2463201             |            |
| 19  | Державний музей | Амстердам       | Нідерланди      | 1800           | 2450000             |            |
| 20  | Культурний центр Банка Бразилії                                                                                             | Ріо-де-Жанейро  | Бразилія        | 1989           | 2399832             |            |
| 21  | Національний центр мистецтв                                                                                                 | Токіо           | Японія          | 2007           | 2384415             |            |
| 22  | Національна портретна галерея                                                                                               | Лондон          | Велика Британія | 1856           | 2062502             |            |
| 23  | Національна галерея Вікторії і Центр Яна Поттера                                                                            | Мельбурн        | Австралія       | 1861           | 2035033             |            |
| 24  | Шанхайський музей | Шанхай          | КНР             | 1952           | 2000977}}           |            |
| 25  | Музей цивілізацій Європи і Середземномор'я                                                                                  | Марсель         | Франція         | 2013           | 1996154             |            |
| 26  | Уффіці | Флоренція       | Італія          | 1581           | 1935901             |            |
| 27  | Токійський національний музей                                                                                               | Токіо           | Японія          | 1872           | 1914880             |            |
| 28  | Національна галерея Шотландії, Національна портретна галерея Шотландії, Шотландська національна галерея сучасного мистецтва | Единбург        | Велика Британія | 1859           | 1914776             |            |
| 29  | Московський Кремль | Москва          | Росія           | 1547           | 1903543             |            |
| 30  | Інститут Томі Отаке | Сан-Паулу       | Бразилія        | 2001           | 1864022             |            |
| 31  | Великий палац | Париж           | Франція         | 1900           | 1855346             |            |
| 32  | Музей Гетті і Вілла Гетті                                                                                                   | Лос-Анджелес    | США             | 1954           | 1788646             |            |
| 33  | Національний музей Шотландії                                                                                                | Единбург        | Велика Британія | 1866           | 1639574             |            |
| 34  | Музей Вінсента Ван Гога | Амстердам       | Нідерланди      | 1973           | 1608849             |            |
| 35  | Музей образотворчих мистецтв Сан-Франциско і Музей Легіона честі                                                            | Сан-Франциско   | США             | 1895           | 1586480             |            |
| 36  | Музей Сумая | Мехіко          | Мексика         | 2011           | 1528851             |            |
| 37  | Музей на набережній Бранлі                                                                                                  | Париж           | Франція         | 2006           | 1495817             |            |
| 38  | Культурний центр Банка Бразилії                                                                                             | Бразиліа        | Бразилія        | 2000           | 1476744             |            |
| 39  | Галерея Саатчі | Лондон          | Велика Британія | 1985           | 1430672             |            |
| 40  | Чиказький інститут мистецтв                                                                                                 | Чикаго          | США             | 1893           | 1424105             |            |
| 41  | Новий музей Акрополя | Афіни           | Греція          | 2009           | 1377405             |            |
| 42  | Державна Третьяковська галерея                                                                                              | Москва          | Росія           | 1856           | 1376639             |            |
| 43  | Тейт Британія | Лондон          | Велика Британія | 1897           | 1357878             |            |
| 44  | Австралійський центр рухомого зображення                                                                                    | Мельбурн        | Австралія       | 2002           | 1353718             |            |
| 45  | Палац дожів | Венеція         | Італія          | 1340           | 1343123             |            |
| 46  | Галерея витончених мистецтв                                                                                                 | Флоренція       | Італія          | 1784           | 1335673             |            |
| 47  | Театр-музей Далі | Фігерас         | Іспанія         | 1974           | 1297311             |            |
| 48  | Художня галерея Квінсленда і Галерея сучасного мистецтва Квінсленда                                                         | Брисбен         | Австралія       | 1895 і 2006    | 1290497             |            |
| 49  | Державний музей Кьонджу | Кьонджу         | Південна Корея  | 1910           | 1253356             |            |
| 50  | Музей мистецтв округу Лос-Анджелес                                                                                          | Лос-Анджелес    | США             | 1910           | 1241937             |            |
| 51  | Державний Російський музей                                                                                                  | Санкт-Петербург | Росія           | 1895           | 1240000}}           |            |
| 52  | Національна портретна галерея                                                                                               | Вашингтон       | США             | 1962           | 1156194             |            |
| 53  | Музей витончених мистецтв                                                                                                   | Бостон          | США             | 1870           | 1132206             |            |
| 54  | Художня галерея і музей Келвінгроув                                                                                         | Глазго          | Велика Британія | 1901           | 1121995             |            |
| 55  | Національний музей сучасного мистецтва                                                                                      | Сеул            | Південна Корея  | 1969           | 1081615             |            |
| 56  | Галерея Бельведер | Відень          | Австрія         | 1903           | 1075178             |            |
| 57  | Музей Соломона Гуггенхайма                                                                                                  | Нью-Йорк        | США             | 1937           | 1046585             |            |
| 58  | Музей Гуггенгайма в Більбао                                                                                                 | Більбао         | Іспанія         | 1997           | 1011363             |            |
| 59  | Монреальський музей витончених мистецтв                                                                                     | Монреаль        | Канада          | 1860           | 1009648             |            |
| 60  | Музей Тиссена-Борнемісса | Мадрид          | Іспанія         | 1992           | 1004470             |            |
| 61  | Пергамський музей | Берлін          | Німеччина       | 1910           | 995000              |            |
| 62  | Державний музей образотворчих мистецтв імені О. С. Пушкіна                                                                  | Москва          | Росія           | 1912           | 979386}}            |            |
| 63  | Культурний республіканський комплекс                                                                                        | Бразиліа        | Бразилія        | 1960           | 972213              |            |
| 64  | Музей витончених мистецтв                                                                                                   | Хьюстон         | США             | 1900           | 945405              |            |
| 65  | Королівський музей Онтаріо                                                                                                  | Торонто         | Канада          | 1912           | 934384              |            |
| 66  | Музей Пікассо | Барселона       | Іспанія         | 1963           | 919814              |            |
| 67  | Імперський військовий музей                                                                                                 | Лондон          | Велика Британія | 1917           | 914774              |            |
| 68  | Серпентайн | Лондон          | Велика Британія | 1970           | 912746              |            |
| 69  | Центр сучасного мистецтва Улленс                                                                                            | Пекін           | КНР             | 2007           | 851347              |            |
| 70  | Художній музей Морі | Токіо           | Японія          | 2003           | 847891              |            |
| 71  | Культурний центр Банка Бразилії                                                                                             | Сан-Паулу       | Бразилія        | 2001           | 844792              |            |
| 72  | Художній музей Сієтла Музей азійського мистецтва Олімпійський парк скульптур                                                | Сієтл           | США             | 1933           | 832437              |            |
| 73  | Королівська академія мистецтв                                                                                               | Лондон          | Велика Британія | 1768           | 824793              |            |
| 74  | Міський музей | Амстердам       | Нідерланди      | 1874           | 811000              |            |
| 75  | Музей Оранжері | Париж           | Франція         | 1852           | 800000              |            |
| 76  | Музей історії мистецтв | Відень          | Австрія         | 1891           | 798524              |            |
| 77  | Будинок Мартіна Гропіуса | Берлін          | Німеччина       | 1966           | 780000              |            |
| 78  | Німецький історичний музей                                                                                                  | Берлін          | Німеччина       | 1987           | 778766              |            |
| 79  | Кайша-форум Барселона | Барселона       | Іспанія         | 2002           | 775068              |            |
| 80  | Національний музей сучасного мистецтва                                                                                      | Квачхон         | Південна Корея  | 1969           | 763687              |            |
| 81  | Музей Ізраїлю | Єрусалім        | Ізраїль         | 1965           | 760696              |            |
| 82  | Художня галерея Онтаріо | Торонто         | Канада          | 1900           | 757462              |            |
| 83  | Токійський палац | Париж           | Франція         | 1937           | 756000              |            |
| 84  | Національний музей західного мистецтва                                                                                      | Токіо           | Японія          | 1959           | 753428              |            |
| 85  | Бібліотека Гантінгтона | Сан-Марино      | США             | 1919           | 738483              |            |
| 86  | Національний музей мистецтва Каталонії                                                                                      | Барселона       | Іспанія         | 1990           | 718230              |            |
| 87  | Інститут мистецтв Міннеаполіса                                                                                              | Міннеаполіс     | США             | 1883           | 698467              |            |
| 88  | Кайша-форум Мадрид | Мадрид          | Іспанія         | 2008           | 696592              |            |
| 89  | Художня галерея Південної Австралії                                                                                         | Аделаїда        | Австралія       | 1881           | 690637              |            |
| 90  | Королевські музеї витончених мистецтв                                                                                       | Брюссель        | Бельгія         | 1801           | 682130              |            |
| 91  | Музей мистецтв Далласа | Даллас          | США             | 1903           | 668000              |            |
| 92  | Національна галерея Австралії                                                                                               | Канберра        | Австралія       | 1967           | 660374              |            |
| 93  | Парк садів і скульптур Фредеріка Меєра                                                                                      | Гранд-Рапідс    | США             | 1995           | 654167              |            |
| 94  | Луїзіана | Хумлебек        | Данія           | 1958           | 647857              |            |
| 95  | Музей мистецтв Філадельфії                                                                                                  | Філадельфія     | США             | 1876           | 643096              |            |
| 96  | Національний музей Кракова                                                                                                  | Краков          | Польща          | 1879           | 641013              |            |
| 97  | Культурний центр Банка Бразилії                                                                                             | Белу-Орізонті   | Бразилія        | 2013           | 633253              |            |
| 98  | Новий музей | Берлін          | Німеччина       | 1855           | 633000              |            |
| 99  | Стамбульський музей сучасного мистецтва                                                                                     | Стамбул         | Туреччина       | 2004           | 632900              |            |
| 100 | Детройтський інститут мистецтв                                                                                              | Детройт         | США             | 1885           | 629909              |            |

## Ресурси Інтернету
- Visitor Figures 2014: The grand totals: exhibition and museum attendance numbers worldwide (PDF). The Art Newspaper. Архів оригіналу (PDF) за 4 квітня 2016. Процитовано 6 жовтня 2016.